# Erfan Asadi
Pour les articles homonymes, voir Asadi.
 (février 2022).
Erfan Asadi, né le 6 octobre 1994, est un musicien iranien, auteur-compositeur, compositeur, arrangeur, pianiste et chanteur,,.

## Biographie
Erfan Asadi est né en 1994 à Karaj, en Iran. Dès son plus jeune âge, avec un intérêt pour le piano, il a pu jouer de l'instrument de manière professionnelle à l'âge de 10 ans, et depuis lors, il a cherché à apprendre le chant persan,,. En raison de son intérêt pour la musique iranienne, Erfan Asadi a pu apporter sa première œuvre, l'une de ses chansons les plus écoutées en Iran, sur le marché de la musique iranienne à l'âge de 18 ans.
Il est diplômé de l'Université des sciences appliquées et de la technologie de Téhéran avec un baccalauréat en musique. Asadi a appris le piano auprès de divers pianistes tels que Chista Gharib, Mostafa Kamal Pourtorab, Tigran Mesroupian, Ehsan Sabouhi, Shaya Asadi, Behrang Shegerfkar et Fariborz Lachini,,.

## Carrière d'artiste
Il commence sa carrière en 2008 et joue dans l'Orchestre national d'Iran, dirigé par Bardia Kiaras. Il donne également[Quand ?] un concert en duo de piano avec Shahrdad Rohani à Téhéran et Gorgan.
Il sort son premier album intitulé Baran en 2021 sur le marché de la musique iranienne.